# ファビアン・ベッシュ
ファビアン・ベッシュ（Fabian Bösch、1997年7月6日 - ）は、スイス・ヒルシュタール出身のフリースキーヤー。主にスロープスタイル種目でワールドカップに出場している。

## 戦歴
ソチオリンピックではスイス代表としてスロープスタイル種目に出場し23位。ワールドカップでは2013年、2014年に地元スイス大会でブロンズメダル。2015年1月21日にオーストリアで開催されたフリースタイルスキージュニア世界選手権ではスロープスタイルでゴールドメダルに輝く。2016年、Winter X GAMES ビッグエア優勝。

## スポンサー
- アトミック
- サムスングループ
- Gloryfy
- Level Gloves
- Colour